# وی‌یوای‌ای۱
وی‌یوای‌ای۱ (به انگلیسی: VUAA1) با فرمول شیمیایی C۱۹H۲۱N۵OS یک ترکیب شیمیایی با شناسه پاب‌کم ۱۳۱۹۱۳۵ است. که جرم مولی آن ۳۶۷٫۴۶۸ g/mol می‌باشد. 